# Hypoplasie
Hypoplasie (Oudgrieks: hypo = laag, onder, plassein = vormen) is de onvolledige ontwikkeling van een orgaan of weefsel - meestal tijdens de embryonale fase - dat hierdoor te klein uitvalt. In de praktijk komt hypoplasie neer op een te kleine hoeveelheid aanwezige cellen in het betreffende orgaan of weefsel. Een zeer zeldzame vorm van hypoplasie waarbij de kleine hersenen onderontwikkeld blijven, is pontocerebellaire hypoplasie type 2.
Hypoplasie is in feite een milde vorm van aplasie. Anders dan hyperplasie is hypoplasie wel een erfelijke aandoening.
Hypoplasie kan in elk weefsel of orgaan voorkomen. Het is beschrijvend voor veel aandoeningen, waaronder onderontwikkeling van organen zoals:
- Borsten tijdens de puberteit
- Teelballen bij syndroom van Klinefelter
- Eierstokken bij Fanconi-anemie, gonadale dysgenesie, trisomie X
- Thymus bij syndroom van DiGeorge
- Grote schaamlippen bij autosomaal dominant popliteaal pterygium-syndroom[1]
- Corpus callosum, dat de twee hersenhelften verbindt, bij agenesie van het corpus callosum[2]
- Cerebellum veroorzaakt door mutatie in het reeline-gen
- Tand veroorzaakt door orale pathologie, zoals hypoplasie van Turner
- Hartkamers bij hypoplastisch linkerhartsyndroom[3] en hypoplastisch rechterhartsyndroom[4]
- Oogzenuw bij geïsoleerde hypoplasie van oogzenuw[5]
- Heiligbeen bij sacrale agenesie[6]
- Gelaatsspieren bij syndroom van DiGeorge
- Duim bij geïsoleerde hypoplasie van duim[7]
- Longen, vaak als gevolg van oligohydramnion tijdens de zwangerschap of het bestaan van congenitale hernia diafragmatica[8]
- Dunne darm bij coeliakie
- Vingers en oren bij harlekijnichtyose
- Onderkaak bij congenitale hypothyreoïdie